# Партия Вест-Индского национального конгресса
Партия Вест-Индского национального конгресса (англ. West Indian National Congress Party) — бывшая политическая партия на Барбадосе, основанная в 1944 году Уинтером Кроуфордом.

## История
Партия была основана в 1944 году Уинтером Кроуфордом после отделения от Прогрессивной лиги Барбадоса (сейчас Барбадосская лейбористская партия). На выборах в ноябре 1944 года она была одной из трёх партий, получивших по восемь из 24 мест каждая, после чего партия сформировала коалиционное правительство с Прогрессивной лигой Барбадоса. Партия получила семь мест на выборах 1946 года и три места на выборах 1948 года. На выборах 1951 года, первых всеобщих выборах, партия получила два места, после чего больше не участвовала в выборах. Кроуфорд участвовал в следующих выборах в 1956 году уже как кандидат от новой Демократической лейбористской партии, также как и Партия Вест-Индского национального конгресса сформированной бывшими членами Прогрессивной лиги Барбадоса.

## Участие в выборах
| Выборы | Лидер           | Голосов | %      | Мест    | +/- | Позиция | Правительство                    |
| ------ | --------------- | ------- | ------ | ------- | --- | ------- | -------------------------------- |
| 1944   | Уинтер Кроуфорд |         |        | 8 из 24 | ▲ 8 | 1=2=3   | Кабинет министров не существовал |
| 1946   | Уинтер Кроуфорд |         |        | 7 из 24 | ▼ 1 | ▼ 2     | Кабинет министров не существовал |
| 1948   | Уинтер Кроуфорд | 3 887   |        | 3 из 24 | ▼ 4 | ▼ 3     | Кабинет министров не существовал |
| 1951   | Уинтер Кроуфорд | 5 224   | 5,34 % | 2 из 24 | ▼ 2 | ▬ 3     | Кабинет министров не существовал |